# Cyjab-Cołoda
Cyjab-Cołoda (ros. Цияб-Цолода) – wieś w Dagestanie, w rejonie chasawiurckim, położona na granicy z Czeczenią. W 2010 roku liczyła 1991 mieszkańców.

## Geografia
Wieś jest położona w zachodnim Dagestanie, przy granicy z Czeczenią, na zachód od miasta Chasawiurt, na prawym brzegu rzeki Aksaj. Przez wieś przebiega droga federalna R-217 «Kaukaz». Od północy graniczy ona z wsią Chamawiurt, a od południa z wsią Tuchczar.